# 芝下
芝下（しばしも）は、埼玉県川口市の町名。現行行政地名は芝下一丁目から三丁目。住居表示実施地区。郵便番号は333-0848。

## 地理
川口市の北西部に位置する。緑川が東境を南北に流れる。主に住宅地域となっている。

## 歴史

### 沿革
- 1977年（昭和52年）9月1日 - 住居表示の実施に伴ない[6]、大字芝の一部から芝下一丁目及び二丁目が成立[5]。
- 2007年（平成19年）12月1日 - 第20次住居表示整備事業として、芝東第5土地区画整理事業地区内の大字 芝、大字伊刈の各一部から芝下三丁目が成立[7]。

## 世帯数と人口
2018年（平成30年）3月1日現在の世帯数と人口は以下の通りである。
| 丁目       | 世帯数    | 人口    |
| ---------- | --------- | ------- |
| 芝下一丁目 | 606世帯   | 1,196人 |
| 芝下二丁目 | 1,029世帯 | 2,116人 |
| 芝下三丁目 | 906世帯   | 1,979人 |
| 計         | 2,541世帯 | 5,291人 |

## 小・中学校の学区
市立小・中学校に通う場合、学区（校区）は以下の通りとなる。
| 丁目       | 番地 | 小学校               | 中学校             |
| ---------- | ---- | -------------------- | ------------------ |
| 芝下一丁目 | 全域 | 川口市立芝中央小学校 | 川口市立芝東中学校 |
| 芝下二丁目 | 全域 | 川口市立芝中央小学校 | 川口市立芝東中学校 |
| 芝下三丁目 | 全域 | 川口市立芝中央小学校 | 川口市立芝東中学校 |

## 交通
市内に鉄道は敷設されていない。京浜東北線蕨駅が最寄り駅となっている。

### 道路
- 埼玉県道35号川口上尾線（産業道路）
- 埼玉県道235号大間木蕨線
- 南浦和前川通り
- 前川観音通り

## 施設
一丁目にはかつて県鋳物機械工業試験所が立地していた。
一丁目
- 南児童相談所
- しば幼稚園
- 芝児童交通公園[5]
- 芝下ふれあい公園

二丁目
- 川口市消防局北消防署
- 荒川左岸南部流域下水道芝ポンプ場
- 福音自由クリスチャンセンター
- 芝中継ポンプ場公園

三丁目
- 川口芝下郵便局
- さかえ幼稚園
- 芝下町会会館
- 青木信用金庫 芝前川支店
- 芝高木第三公園
- 彌陀堂